# Edward Downes (direttore d'orchestra)
Sir Edward Thomas Downes, ("Ted"), CBE (Birmingham, 17 giugno 1924 – Zurigo, 10 luglio 2009), è stato un direttore d'orchestra inglese, specializzato nell'opera lirica.
È stato associato con la Royal Opera House fin dal 1952 e con l'Opera Australia dal 1970. È stato anche molto noto per la sua lunga collaborazione con la BBC Philharmonic e per aver lavorato con la Netherlands Radio Orchestra. Nel campo della lirica, era particolarmente conosciuto come direttore di Verdi.
Lui e sua moglie, Lady (Joan) Downes, commisero suicidio assistito presso la clinica Dignitas in Svizzera il 10 luglio 2009, un evento che ha riportato una notevole copertura mediatica.

## Primi anni ed educazione
Downes nacque a Birmingham, in Inghilterra nel 1924, figlio di un cassiere di banca. Iniziò ad imparare il pianoforte e il violino all'età di cinque anni e fu anche un chierichetto alla King Edward's School, imparando l'organo e diventando maestro del coro quando cambiò la voce a 13 anni. Lasciò la scuola all'età di 14 anni per guadagnarsi da vivere in un'occupazione mal pagata al Dipartimento del Gas della Città di Birmingham.
Dopo aver passato l'ora di pranzo a studiare da solo nella Birmingham Central Library, vinse una borsa di studio all'età di 16 anni per l'Università di Birmingham. Poiché i suoi genitori credevano che una carriera musicale fosse immorale, lo mandarono via di casa ed egli trascorreva il suo tempo all'università come guardia antincendio, vivendo nella stazione dei pompieri, mentre studiava letteratura inglese e musica. Iniziò a suonare il corno. Seguì una borsa di studio al Royal College of Music per studiare composizione (con Ralph Vaughan Williams e R.O. Morris) e corno (con Frank Probin). Solo poche settimane dopo l'inizio del corso, Probin inviò Downes come suo vice in una tournée con la London Symphony Orchestra, che continuò nel corso degli anni che Downes trascorse al college, ma lasciando il Royal College decise che suonare in orchestra non sarebbe stata la sua carriera. Suonò nell'orchestra del Teatro Sadler's Wells nelle esecuzioni di apertura nel 1945 del Peter Grimes di Benjamin Britten ed al Covent Garden in spettacoli di balletto, La bella addormentata, nel 1946, mentre ancora al Royal College of Music. Suonò Inoltre per l'orchestra della Compagnia d'Opera del San Carlo.
Dopo qualche tempo presso il personale dell'Università di Aberdeen, dove diresse la sua prima opera, Le nozze di Figaro di Mozart, la necessità di Downes di dirigere fu aiutata da una borsa di studio biennale Andrew Carnegie che gli permise di studiare con Hermann Scherchen a Zurigo.
Nel 1955 sposò Joan Weston, una ballerina del Royal Ballet. Più tardi divenne una coreografa e produttrice televisiva. Ebbero due figli, un maschio, Caractacus (nato a dicembre 1967), musicista e ingegnere del suono e una figlia, Boudicca (classe 1970), una produttrice di video.

## Carriera come direttore
Dopo quasi due anni con Scherchen, Downes ritornò in Inghilterra e si unì alla Carl Rosa Opera Company come répétiteur. Dopo la chiusura temporanea della compagnia nel 1951, Downes iniziò una lunga e fruttuosa collaborazione con la Royal Opera House, Covent Garden, nel 1952, con la sua nomina come assistente di Rafael Kubelík. Iniziò a lavorare come repetiteur e suggeritore lo stesso giorno che Joan Sutherland iniziò con la compagnia, il suo primo incarico fu una nuova produzione di Günther Rennert di Un ballo in maschera, seguito a breve come suggeritore di Maria Callas nel suo debutto in Norma alla Royal, con la direzione di Vittorio Gui. Il suo successivo lavoro fu cantare il ruolo di Tristano durante le prove di scena sotto John Barbirolli, in attesa dell'arrivo di Ludwig Suthaus, poi insegnare ai cantanti locali in Elettra.
Il suo primo incarico come direttore fu la presa in consegna da John Barbirolli de La bohème a Bulawayo, mentre al Covent Garden, fu nel 1954 con Der Freischütz. La prima esperienza di Downes di dirigere una nuova produzione nacque per caso quando l'eminente anziano direttore d'orchestra francese Désiré-Émile Inghelbrecht dimostrò di non essere più in grado di tenere insieme il complesso, in modo che, dopo la prova generale, David Webster e l'ambasciatore francese a Londra convinsero Inghelbrecht a ritirarsi e Downes prese il suo posto nella serata di apertura.
Downes rimase membro della compagnia per 17 anni, tornando successivamente ogni anno come direttore ospite prima di assumere la carica di direttore musicale associato nel 1991. Downes diresse almeno 950 esecuzioni di 49 opere al Covent Garden, tra cui un Ciclo dell'Anello nel 1971.
Altrove è divenne direttore musicale dell'Australian Opera nel 1970, dirigendo la prima rappresentazione operistica nella Sydney Opera House nel 1973, la prima australiana di Guerra e pace di Sergej Prokof'ev. Fu Direttore Principale della Netherlands Radio Orchestra fino al 1983. Sebbene Downes avesse lavorato con molte delle orchestre sinfoniche di tutto il mondo, godette di un rapporto particolarmente lungo con la BBC Philharmonic (ex BBC Northern Symphony Orchestra), prestando servizio come isuo direttore ospite principale, poi Direttore principale, e infine come Direttore Emerito.

## Repertorio
Downes era noto per il suo sostegno alla musica britannica e soprattutto per Prokof'ev e Verdi. Sostenne le sinfonie di George Lloyd (anche dirigendo uno spettacolo radiofonico del John Socman) e fece debuttare le opere di Alan Bush, Peter Maxwell Davies e Malcolm Arnold. La sua passione per Prokof'ev si avvertiva nelle sue esecuzioni in tutto il mondo, sia delle partiture più importanti che in quelle meno note. Diresse anche la prima del Regno Unito di Guerra e Pace in un concerto a Leeds Town Hall nel 1967. Nel 1979 completò l'orchestrazione dell'opera in un atto di Prokof'ev, Maddalena, e diresse la sua prima registrazione nel 1979 per la BBC Radio 3 e la sua prima messa in scena mondiale nel 1981 all'Opernhaus di Graz.
La prima esperienza di Downes nel dirigere la musica di Verdi avvenne quando Rafael Kubelík si ritirò da un Otello al Covent Garden e Downes diresse l'opera senza prove. Si sentiva sul terreno di casa e successivamente sostenne le riprese di Verdi in Inghilterra. Ha diretto 25 delle 28 opere di Verdi e si propose di eseguirle tutte in tempo per il centenario della morte del compositore nel 2001. Con Paul Findlay, Downes programmò un Festival di Verdi per la Royal Opera House che avrebbe coperto tutte le opere di Verdi dal 1995 al 2001, eseguendone quattro ogni anno, facendo partire ogni festival di cinque settimane con un grande, immenso lavoro, poi una ripresa di un pezzo del repertorio, poi delle rarità. I progetti comprendevano come varianti arie e balletti. Tuttavia i progetti completi non furono completati e Downes espresse il rammarico di non aver mai diretto Alzira, Un Giorno di Regno o, in particolare, I Vespri Siciliani. Il direttore dichiarò:
Al BBC Proms ha condiviso la piattaforma con Pierre Boulez per la prima del Proms di Gruppen di Karlheinz Stockhausen nel 1967, e diresse le anteprime del Proms di Die Jakobsleiter nel 1968, Boris Godunov nel 1971 e L'angelo di fuoco nel 1991, così come le prime esecuzioni pubbliche della Sinfonia n. 6 di George Lloyd e le opere di Roger Smalley, Elizabeth Maconchy e Jonathan Elias.

## Onorificenze
Downes fu insignito del titolo di Commendatore dell'Ordine dell'Impero Britannico (CBE) nel 1986 New Year Honours, e fu fatto cavaliere nel 1991 Queen's Birthday Honours.

## Morte
Anche se non era un malato terminale, Downes stava combattendo con l'aumento della sordità e della quasi cecità totale da molti anni. Era diventato quasi totalmente dipendente da sua moglie dopo che la sua salute era diminuita a seguito di una protesi all'anca. A Lady Downes fu diagnosticato un cancro terminale al pancreas che aveva metastatizzato al fegato e le concedeva solo poche settimane di vita.
Lady Downes scrisse una lettera alla famiglia spiegando che lei aveva deciso di rifiutare le cure e che:
"Tutti i progetti che dovevano essere fatti sono stati fatti.
Ora devo dirvi che, anche se avevo sperato di stare in giro un po' più a lungo, la morte non mi preoccupa affatto.
Non ho religione e, per quanto mi riguarda, sarà uno "spegnimento", così dopo aver pensato un minimo, non vi preoccupate.
È stata una vita felice e interessante e non ho rimpianti. Non ho idea di quanto tempo durerà, ma mando amore a tutti voi ed alle vostre famiglie.
Godetevi la vita, finché dura.
Con amore a tutti voi, Joan."
Sir Edward, 85 anni, e Lady Downes, 74 anni, hanno posto termine alla loro vita tramite suicidio assistito presso la clinica Dignitas di Zurigo, in Svizzera, il 10 luglio 2009. Anche se Joan non voleva che i figli fossero presenti, Dignitas incoraggiò questo e fu dichiarato che  "Ted e Joanie" furono contenti quando venne il momento. I figli rilasciarono una dichiarazione a proposito di "seri problemi di salute" sofferti dalla coppia. Un comunicato emesso dai figli della coppia diceva che mentre Downes poteva continuare a vivere con la sua sordità e cecità, non voleva farlo dopo che alla moglie era stato diagnosticato un cancro terminale.
Nel marzo 2010, Keir Starmer (direttore della pubblica accusa) ha dichiarato che Caractacus Downes non sarebbe stato processato per il suo coinvolgimento con il suicidio assistito dei suoi genitori perché non era nell'interesse pubblico.